# Ilha de Orleães
A Ilha de Orleães (em francês: Île d'Orléans; em inglês: Island of Orleans) é uma ilha está localizada no rio São Lourenço a cerca de 5 quilômetros a leste do centro da cidade de Quebec, no Canadá. A ilha foi uma das primeiras partes da província a ser colonizada pelos franceses, e uma grande porcentagem de franco-canadenses pode traçar ancestralidade para os primeiros habitantes da ilha. A ilha tem sido descrita como o "microcosmo do Quebec tradicional e como o berço dos francófonos na América do Norte".